# Saison 1 de 12 Monkeys
Chronologie
Saison 2
La première saison de 12 Monkeys, série télévisée américaine, est constituée de treize épisodes et a été diffusée du 16 janvier 2015 au 10 avril 2015 sur Syfy.

## Synopsis
En 2043, les quelques milliers d'habitants de la Terre sont obligés de vivre dans les sous-sols. La surface est devenue inhabitable en raison d'un virus ayant décimé 99 % de la population. Les rares survivants placent tous leurs espoirs dans un voyage dans le temps, afin de découvrir les causes de la catastrophe et de l'empêcher. James Cole est alors choisi pour mener à bien cette mission.

## Distribution

### Acteurs principaux
- Aaron Stanford (VF : Boris Rehlinger) : James Cole, le « chrononaute » chargé de sauver l'espèce humaine
- Amanda Schull (VF : Sybille Tureau) : Cassandra « Cassie » Railly, brillante virologiste
- Kirk Acevedo (VF : Cyrille Monge) : José Ramse / Ethan Sucky, le meilleur ami de James
- Barbara Sukowa (VF : Brigitte Aubry) : Katarina Jones, la créatrice de la machine à voyager dans le temps
- Noah Bean (VF : Denis Laustriat) : Aaron Marker, l'ex petit-ami de Cassandra

### Acteurs récurrents
- Emily Hampshire (VF : Olivia Luccioni) : Jennifer Goines, une génie des mathématiques qui rencontre Cole à l'asile
- Tom Noonan (VF : Thierry Murzeau) : l'homme pâle, le leader de l'armée des 12 singes
- Demore Barnes (VF : Gilles Morvan) : Marcus Whitley
- Andrew Gillies (VF : Philippe Ariotti) : Dr Adler
- Murray Furrow (VF : Jean-Alain Velardo) : Dr Lasky
- Alisen Down (VF : Caroline Bourg) : Olivia
- Bill Timoney (en) : le sénateur Royce
- Romina D'Ugo (VF : Sylvie Jacob) : Max
- Todd Stashwick (VF : Loïc Houdré) : Theodore Deacon, leader des West VII
- Peter DaCunha : Samuel Ramse

### Invités
- Ramon De Ocampo (VF : Anatole Thibault) : Oliver Peters (épisodes 1, 7 et 10)
- Željko Ivanek (VF : Emmanuel Karsen) : Leland Goines (épisodes 1 et 11)
- Robert Wisdom (VF : Jean-Louis Faure) : Jeremy (épisode 1)
- Jee-Yun Lee : le journaliste no 1 (épisodes 2, 7 et 11)
- Lyriq Bent (VF : Daniel Lobé) : Dr Henri Toussaint (épisode 3)
- Jeff Clarke (VF : Lionel Tua) : Jules (épisode 3)
- Adam Bogen : Keller (épisodes 4 et 6)
- Joshua Close (VF : Nicolas Beaucaire) : Ivan (épisode 5)
- Ari Millen (VF : François Delaive) : Adam Wexler (épisodes 6 et 7)
- Bryan Edwards : le témoin (épisodes 6 et 7)
- Stephen McHattie (VF : Patrick Osmond) : le sénateur (épisode 7)
- Robin Kasyanov : le mercenaire (épisode 7)
- Amy Sloan (en) (VF : Hélène Bizot) : Elena (épisodes 8, 9 et 10)
- Benjamin Meranda : Samuel (épisodes 8, 9 et 10)
- Xander Berkeley (VF : Stefan Godin) : le colonel Jonathan Foster (épisodes 8 et 9)
- Rothaford Gray (VF : Bertrand Dingé) : le capitaine Frank Whitley (épisodes 8 et 9)
- Jordan Claire Robbins : l'assistante de Jennifer Goines (épisodes 12 et 13)
- Andreas Aspergis (VF : Philippe Vincent) : le soldat fantôme, leader de l'armée des 12 singes (épisodes 12 et 13)
- Mark Margolis (VF : Igor De Savitch) : M. Jones, le père de Katarina Jones (épisode 12)
- Patrick Garrow (VF : Jérôme Pauwels) : Matthew Cole (épisode 12)
- Peter Outerbridge (VF : Pierre-François Pistorio) : Dr Elliott Jones (épisode 13)

## Production

### Développement
En avril 2014, la chaîne a commandé la série pour une saison de treize épisodes.

### Diffusions
Aux États-Unis, la saison a été diffusée du 16 janvier 2015 au 10 avril 2015.
La diffusion francophone se déroule ainsi :
En France et en Suisse, la série est diffusée depuis le 20 janvier 2015 sur Syfy ;
Depuis le début de l'année 2019, la saison 1 est disponible sur la plateforme Netflix.
Aucune diffusion concernant les autres pays francophones n'est connue.

## Liste des épisodes

### Épisode 1:Fragmentation
- États-Unis : 16 janvier 2015 sur Syfy[3]
- France /  Suisse : 20 janvier 2015 sur Syfy France[6]

- États-Unis : 1,35 million de téléspectateurs[7] (première diffusion)

- Robert Wisdom (Jeremy)
- Željko Ivanek (Leland Goines)
- Ramon De Ocampo (Oliver Peters)
- Mark Boyd (Wilson)

chronologie ;
- 4 janvier 2013 premier voyage dans le temps de Cole, il rencontre Cassie
- 4 janvier 2015 réapparition de Cole, Leland Goines est tué.
- 2041 Jones échange la liberté de Cole contre l'essai de sa machine à voyager dans le temps
- 2043 premier essai de la machine par Cole, la mission commence.

### Épisode 2:L’Antre de la folie
- États-Unis : 23 janvier 2015 sur Syfy
- France /  Suisse : 27 janvier 2015 sur Syfy France[6]

- États-Unis : 1,1 million de téléspectateurs[8] (première diffusion)

- Sam Kalilie (Dr Sandman)

chronologie;
- 2006 Cole se retrouve en Corée du nord
- 2011 L'homme pâle extermine les chercheurs de la chambre noire. Jennifer Goines est accusée des meurtres.
- 2015 Cole rencontre Jennifer Goines à l'institut. Elle est kidnappée par l'homme pâle.
- 2043 Jones étudie le message envoyé par Cassandra en 2017.

### Épisode 3:Le Syndrome de Cassandra
- États-Unis : 30 janvier 2015 sur Syfy
- France /  Suisse : 3 février 2015 sur Syfy France[6]

- États-Unis : 903 000 téléspectateurs[9] (première diffusion)

- Lyriq Bent (Dr Henri Toussaint)
- Jeff Clarke (Jules)
- Ramona Milano (inspecteur Roll)

chronologie ;
- 2014 Cole arrive à Haiti, il rencontre le Dr Toussaint qui lui donne des éléments pour trouver la chambre noire.
- 2015 Cole entraine Cassie au tir

### Épisode 4:Atari
- États-Unis : 6 février 2015 sur Syfy
- France /  Suisse : 10 février 2015 sur Syfy France[6]

- États-Unis : 731 000 téléspectateurs[10] (première diffusion)

chronologie ;
- 2032 Cole et Ramse rejoignent le groupe West VII
- 2035 Deacon ordonne à Cole de tuer Ramse, les deux quittent le groupe
- 2043 West VII attaque le complexe mais Cole qui est revenu 2 jours avant les repousse

### Épisode 5:La Chambre noire
- États-Unis : 13 février 2015 sur Syfy
- France /  Suisse : 17 février 2015 sur Syfy France[6]

- États-Unis : 664 000 téléspectateurs[11] (première diffusion)

chronologie ;
- 2011 Jennifer Goines découvre la chambre noire
- 6 juillet 2015 L'armée des 12 singes attaque la chambre noire. Cassie et Cole détruisent le squelette de l'Annapurna. Cassie est kidnappée.
- 2043 Ramse découvre les photos des premiers hommes essayant la machine.

### Épisode 6:Le Témoin
- États-Unis : 20 février 2015 sur Syfy
- France /  Suisse : 24 février 2015 sur Syfy France[6]

- États-Unis : 686 000 téléspectateurs[12] (première diffusion)

chronologie ;
- 6 juillet 2015 Cassie est libérée de l'armée des 12 singes par Cole et Aaron
- 7 juillet 2015 dans une chronologie supprimée par Cole, Cassie est tuée et le virus répandu plus tôt.
- 2043 Cole revient dans une chronologie alternative où Ramse est leader des West VII

### Épisode 7:LesKeys
- États-Unis : 27 février 2015 sur Syfy
- France /  Suisse : 3 mars 2015 sur Syfy France[6]

- États-Unis : 696 000 téléspectateurs[13] (première diffusion)

- Ramon De Ocampo (Oliver Peters)

chronologie ;
- 19 juillet 2015 Cassie et Cole parlent au Dr Garret
- 20 juillet 2015 la CIA déclenche l'opération Troy en Tchètchenie puis ordonne un raid aérien pour arrêter le virus. Cassie est convaincue que Cole est mort avec la bombe.
- 26 juillet 2015 Cole revient une semaine plus tard pour savoir ce qu'ils ont découvert.

### Épisode 8:Spearhead
- États-Unis : 6 mars 2015 sur Syfy
- France /  Suisse : 10 mars 2015 sur Syfy France[6]

- États-Unis : 843 000 téléspectateurs[14] (première diffusion)

chronologie ;
- juillet 2015 Cassie se déplace sur le site de l'attaque aérienne.
- Aout 2017 Cole a été téléporté juste avant le bombardement mais est coincé sur le site en Tchèchenie
- 2043 le cœur de la machine de Jones est défectueux, le projet Spearhead est mis à contribution.

### Épisode 9:Génération sacrifiée
- États-Unis : 13 mars 2015 sur Syfy
- France /  Suisse : 17 mars 2015 sur Syfy France[6]

- États-Unis : 708 000 téléspectateurs[15] (première diffusion)

chronologie ;
- Aout 2017 Cole retrouve Cassie en Tchétchénie mais elle meurt à la suite de l'infection du virus.
- Février 2041 Cole et Ramse sont capturés par Marcus du projet Splinter
- 2043 le projet Spearhead est détruit par Jones et son cœur volé pour permettre le retour de Cole.

### Épisode 10:Volonté divine
- États-Unis : 20 mars 2015 sur Syfy
- France /  Suisse : 24 mars 2015 sur Syfy France[6]

- États-Unis : 727 000 téléspectateurs[16] (première diffusion)

- Ramon De Ocampo (Oliver Peters)

chronologie ;
- Octobre 2015 Cole retrouve Cassie et Aaron, ils recherchent le Dr Oliver Peters, le créateur du virus en 1987 à Tokyo. Olivia prend contact avec Aaron.
- 2043 Ramse voyage en 1987 à Tokyo pour préserver la chronologie. Cole le suit.

### Épisode 11:Un nouveau cycle
- États-Unis : 27 mars 2015 sur Syfy
- France /  Suisse : 31 mars 2015 sur Syfy France[6]

- États-Unis : 677 000 téléspectateurs[17] (première diffusion)

chronologie ;
- 21 Novembre 1987 Ramse est emprisonné pour l'attaque sur Leland Goines. Cole blessé retourne en 2043.
- 1988 Olivia prend contact avec Ramse.
- 1995 Ramse sort de prison et devient membre de l'armée des 12 singes.
- 2011 Sous le pseudonyme d'Ethan Seki , Ramse investit dans Markridge la société de Leland Goines.
- 2014 Leland Goines visite Jennifer à l'asile.
- Octobre 2015 le senateur Royce envoie Aaron sur le projet Spearhead
- 2015 Jennifer est retenue et endoctrinée par Olivia

### Épisode 12:Paradoxe
- États-Unis : 3 avril 2015 sur Syfy
- France /  Suisse : 7 avril 2015 sur Syfy France[6]

- États-Unis : 580 000 téléspectateurs[18] (première diffusion)

### Épisode 13:Le choix est fait
- États-Unis : 10 avril 2015 sur Syfy
- France /  Suisse : 14 avril 2015 sur Syfy France[6]

- États-Unis : 661 000 téléspectateurs[19] (première diffusion)

En 2015, Cole et Railly interrogent Aaron à propos de l'armée, après avoir tenté de fuir, Aaron est pris dans un incendie et apparemment tué. Agissant sur les informations obtenues par Jennifer, Cole et Railly s'introduisent dans les laboratoires Raritan National, qui abritent une machine à voyager dans le temps opérationnelle et arrivent en face-à-face avec Ramse, qui envisage de revenir en 2043. Il est révélé que Ramse n'est pas le témoin. Railly et Ramse sont blessés. Cole utilise l'appareil pour envoyer Railly en 2043, dans l'espoir que Jones sera en mesure de la sauver et aide Ramse, moins gravement blessé, à fuir.